# Hassi Messaoud
Pour les articles homonymes, voir Hassi et Messaoud.
 (décembre 2008).
Si vous disposez d'ouvrages ou d'articles de référence ou si vous connaissez des sites web de qualité traitant du thème abordé ici, merci de compléter l'article en donnant les références utiles à sa vérifiabilité et en les liant à la section « Notes et références ».
Hassi Messaoud (en arabe : حاسي مسعود) est une commune algérienne de la wilaya de Ouargla, située à 86 km au sud-est de Ouargla; à 172 km au sud de Touggourt et à 800 km au sud-est de la capitale Alger. L'économie de la ville est largement tournée vers l'exploitation de son gisement de pétrole.

## Toponymie
En arabe algérien, le nom est issu de « Hassi » qui signifie « puits », et du nom propre « Messaoud », en référence au chamelier Messaoud Rouabeh. La traduction "puits heureux" ou "puits du bonheur" était fréquente dans la presse française après la découverte des premiers gisements de pétrole.

## Géographie

### Situation
Hassi Messaoud est située au milieu du Sahara algérien à 86 km au sud-est de Ouargla, à 172 km au sud de Touggourt et à 800 km au sud-est de la capitale Alger.

### Transports
Hassi Messaoud est desservie par l'aéroport d'Hassi Messaoud - Oued Irara - Krim Belkacem situé à 16 km à l'est de la ville.
Une gare routière dessert plusieurs destinations nationales.
Hassi Messaoud est le point d'arrivée de l'oléoduc In Amenas-Haoud El Hamra (près de Hassi Messaoud) et du gazoduc In Amenas-Hassi Messaoud construit par les Français en 1958.

## Histoire

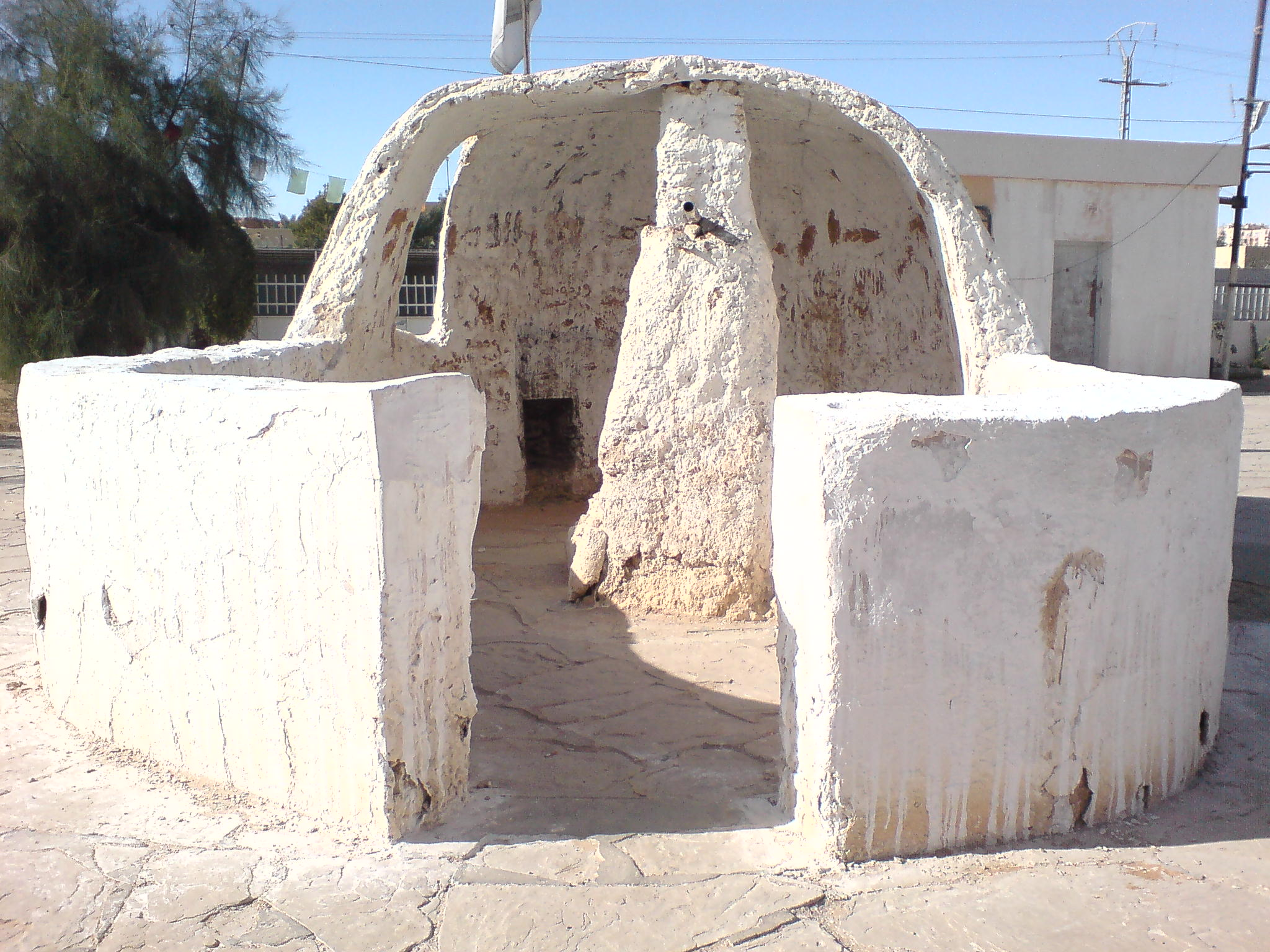
Un puits ancien de Hassi Messaoud

(août 2017).
- Si vous ne connaissez pas le sujet, laissez ce bandeau (vous pouvez alors contacter les auteurs).
- Si vous supprimez le contenu mis en cause (vous pouvez préalablement contacter les auteurs),

argumentez précisément cette suppression dans la page de discussion
(un manque de référence n'est pas un argument ; une recherche réelle de référence doit avoir été effectuée, être formellement documentée).

### Débuts de l’exploitation du pétrole
Hassi Messaoud, alors simple lieu-dit dans le désert saharien, est sortie de l’anonymat en juin 1956 mais c'est l'ingénieur Conrad Kilian qui avait anticipé ce gisement dès 1937 mais il n'a pas été entendu par le Gouvernement français, et de fait en a vu sa vie menacée.
En pleine guerre d’Algérie, la société française SN Repal découvre du pétrole dans le sous-sol sous forme de grès imprégné du cambro-ordovicien. Hassi Messaoud confirme les richesses du sous-sol déjà suggérées par le travail des prospecteurs à Edjeleh, à proximité de la frontière libyenne. Le premier puits porte le nom de MD1. Cette découverte, qui a coûté la vie à Jean Riemer, devient stratégique pour la France l'année même où Nasser nationalise brusquement le canal de Suez. Elle renforce la présence de l'armée en prévision de possibles convoitises du Front de libération nationale (FLN).
En pleine guerre froide entre les États-Unis et l’Union soviétique, la France voit dans cette découverte de pétrole un espoir de maintenir quelque temps une indépendance énergétique face aux deux superpuissances de l’époque.
L’exploitation du gisement commence vraiment le 7 janvier 1958, jour où les vannes des citernes de stockage de Hassi Messaoud s'ouvrent sans cérémonie : pour la première fois depuis qu'il a jailli des entrailles de la terre en 1956, le pétrole coule dans l’oléoduc provisoire qui le conduit, sur 180 kilomètres, jusqu
'à Touggourt, lieu de transit pour la métropole.
En ce début 1958, neuf puits sont en état de productivité : quatre sur le permis de la CFPA (devenue par la suite Total et basée à Ouargla) : OM 1, OM 6, OM 7, OM 81, et cinq sur celui de la REPAL (devenue Elf) (Oued-Mya) : MD 1, le "puits de la découverte", à qui son importance historique vaut 'être soigneusement grillagé, MD 1, 3, 4 et 5.(Il reste à préciser le cinquième puits!)

Les puits font 3 000 mètres de profondeur, chacun revenant à 600 millions de francs de l’époque. La couche est située à une profondeur moyenne de 3 300 mètres, avec une épaisseur utile de 80 mètres. Les prévisions raisonnables des techniciens laissent espérer une production annuelle de 5 millions de tonnes à la fin de l'année, de 9,5 millions de tonnes en 1960, pour atteindre 14 millions de tonnes en 1962.
Le proche sous-sol de Hassi Messaoud contient par chance de l'eau. Un puits foré dans l'Albien, à 1 300 m, permet de récupérer une eau chaude à 60 °C. Elle provient de pluies s'infiltrant très lentement dans le sol et se renouvelle entièrement tous les 1 200 ans.

### Construction de la ville

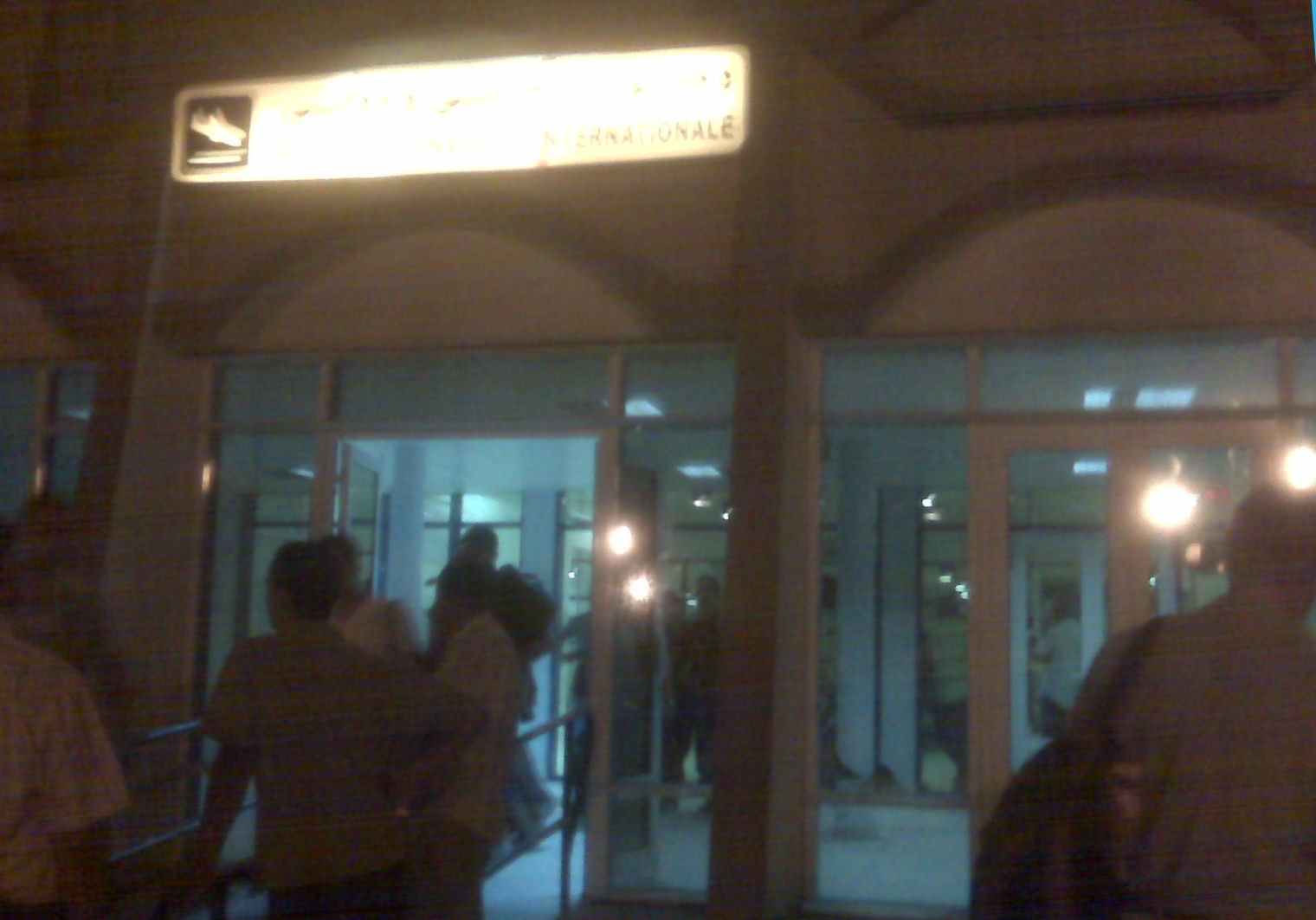
Aéroport de Hassi Messaoud

Lorsque l’exploitation du pétrole commence, Hassi Messaoud compte 1 500 habitants. L’évêque de Laghouat y fait construire une chapelle, desservie par un père blanc venu de Touggourt. Douze commerçants, patente en poche, attendent de s'installer le long de la grande rocade asphaltée que l'on construit à cadence accélérée avec des moyens modernes. La liaison avec le Nord de l’Algérie s’effectue avec un Breguet deux-ponts qui se pose régulièrement chaque jour. En attendant celle-ci, par la piste, en partie goudronnée, les routiers ont amené, en un temps record, les 700 cabines alimentées qui équipent les bases des deux sociétés.
Les torchères sont visibles depuis l'oasis de Ouargla, à 80 km plus au nord.
Tracés au cordeau, les deux « quartiers » de la ville sont distants d'une quinzaine de kilomètres. La SN REPAL (Elf), c'est la série des MD, la CFPA (Total), celle des OM. Les pétroliers de la CFPA ont baptisé leur camp Maison-Verte (depuis rebaptisé 24 février, d’après la date de nationalisation des pétroles algériens). Bien qu'ils aient démarré un an après leurs collègues de la REPAL, leur base présente un aspect fini, spectaculaire, et possède son jardin public, sa piscine, sa salle de spectacle, ses cafés, son bureau de poste, son kiosque à journaux.
À mi-chemin, se dressent les bâtiments du centre administratif, autour d'un monument historique : la margelle blanche dont le dôme servait naguère de repère aux caravaniers. Le puits est intact, mais à sec. Entre le poste de gendarmerie et la centrale électrique, la Section administrative spécialisée, installée en juillet 1957, fait office de mairie.

### À l’indépendance de l'Algérie
Lors des négociations d’Évian, De Gaulle affiche son souhait de garder le Sahara sous contrôle français[réf. nécessaire]. Une partition est quelque temps envisagées par les deux parties, mais en fin de compte non retenue[précision nécessaire] : Hassi Messaoud produira désormais du pétrole pour l’Algérie, l'Algérie proposant en contrepartie à la France l'usage d'un périmètre réservé ailleurs pour la mise au point de ses essais nucléaires, autre enjeu stratégique. Un centre pétrolier est créé, dirigé par des Français, comme Henri Beaugé-Bérubé de 1960 à 1963.
L'industrie pétrolière de Hassi Messaoud est ensuite nationalisée, le 24 février 1971.
En 1983, la Sonatrach société des pétroles algériens installe à Hassi Messaoud ses cadres basés jusque-là à Alger. La Sonatrach fait construire en trois ans 1850 pavillons dans une cuvette de 100 hectares situés à quelques kilomètres du centre de Hassi Messaoud.
De l’indépendance du pays jusqu’en 1985, Hassi Messaoud est appelée Centre industriel saharien (CIS), et était gérée par la Sonatrach et les compagnies parapétrolières actives dans toute la région. En 1984, Hassi Messaoud devient une commune à part entière.
C’est aussi l’occasion pour le gouvernement algérien de donner une population pérenne à Hassi Messaoud, où les employés de la compagnie pétrolière Sonatrach ne font que passer. Des agriculteurs sont installés dans des bâtiments neufs, et cultivent le lit de l’oued Igharghar, entre les puits de pétrole. L’irrigation se fait grâce à l’eau des systèmes anti-incendie. Mais l’expérience n’a duré que quelques années.
À partir de 1992, de nouveaux arrivants s’installent, fuyant le terrorisme islamiste. Non autorisée, cette émigration interne aboutit à la constitution d’un bidonville, El Haïcha (la Bête). La population de Hassi Messaoud, recensée officiellement, est multipliée par cinq en l’espace de onze ans. Lors du recensement général de la population et de l’habitat (RGPH) de 1987, la population résidente n’était que de 8 300 personnes. Lors du recensement 1998, elle passe à près de 38 000 habitants, non inclus ceux qui habitent la ville et qui ne sont pas recensés comme résidents.

## Économie
Hassi Messaoud est la commune la plus riche d'Algérie, selon un classement établi par le Ministère de l'Intérieur et des Collectivités locales , avec des ressources évaluées à 8 milliards de dinars en 2012.

## Enseignement
- 1 Technicum
- 3 lycées
- 7 collèges d'enseignement moyen
- 11 écoles primaires

### Équipements
Secteur santé :
- Hôpital service très limité
- 4 PMI
- 21 pharmacies

Équipements des services collectifs :
- Sureté de daïra
- 2 suretés urbaines
- Gendarmerie nationale
- Protection civile
- Douanes

## Vie quotidienne

### Vie sportive
Secteur Jeunesse et sport :
- Salle omnisports
- Stade de football
- Équipe du football (FCHM)

### Vie culturelle
- Centre culturel